# لامپ صدساله
لامپ صدساله بادوام‌ترین لامپ رشته‌ای جهان است که در ایالت کالیفرنیا و ساختمان دایره آتشنشانی لیورمور قرار دارد. به گفتهٔ مسئولین، این لامپ ۱۱۳ سال عمر داشته و فقط چند بار خاموش شده‌است. دوام طولانی لامپ صدساله که در کتاب رکوردهای جهانی گینس ثبت شده‌است به عنوان یک گواه زنده برای وجود کهنگی برنامه‌ریزی شده در ساخت لامپ‌های رشته‌ای نسل‌های بعد از آن است.